# Simon Caron-Huot
Simon Caron-Huot (* 1984) ist ein kanadischer theoretischer Physiker.
Seit 2016 ist er Assistant Professor an der McGill University, an der er 2009 promoviert wurde. Von 2009 bis 2014 war er am Institute for Advanced Study. Er war auch Gastwissenschaftler in Kopenhagen und am Perimeter Institute.
Caron-Huot befasst sich mit Streuamplituden in der Quantenchromodynamik und N=4 supersymmetrischer Yang-Mills-Theorie sowie dem Quark-Gluon-Plasma bei Schwerionenstößen.
2017 erhielt er für seine wegweisenden Beiträge zum Verständnis der analytischen Struktur von Streuamplituden und ihrer Verbindung mit Wilson-Loops die Gribov Medal. Die entdeckten Symmetrien eröffnen nach Caron-Huot die Möglichkeit, dass die N = 4 supersymmetrische Yang-Mills-Theorie die erste nichttriviale Quantenfeldtheorie in vier Dimensionen ist, die exakt lösbar ist. Er zeigte, dass in dieser Theorie gebundene Zustände aufgrund von verborgenen konformen Symmetrien ähnlich wie beim quantenmechanischen Kepler-Problem (mit dem Runge-Lenz-Vektor als Erhaltungsgröße), dem Wasserstoffatom, exakt lösbar sind.
Für 2020 wurde Caron-Huot der New Horizons in Physics Prize zugesprochen.

## Schriften
- mit  Zohar Komargodski, Amit Sever, Alexander Zhiboedov: Strings from Massive Higher Spins: The Asymptotic Uniqueness of the Veneziano Amplitude, Arxiv 2016
- mit Johannes Henn: Solvable Relativistic Hydrogenlike System in Supersymmetric Yang-Mills Theory, Phys. Rev. Lett., Band 113, 2014, 161601, Arxiv
- mit Christian Baadsgaard, N. E. J. Bjerrum-Bohr, Jacob L. Bourjaily, Poul H. Damgaard, Bo Feng: New Representations of the Perturbative S-Matrix, Phys. Rev. Lett., Band 116, 2016,  061601, Arxiv
- When does the gluon reggeize ?, Arxive 2013
- Superconformal symmetry and two-loop amplitudes in planar N=4 super Yang-Mills, Arxiv 2011
- mit Nima Arkani-Hamed, Freddy Cachazo, Jacob Bourjaily, Jaroslav Trnka: The All-Loop Integrand For Scattering Amplitudes in Planar N=4 SYM,  JHEP 2011,  Arxiv
- Notes on the scattering amplitude / Wilson loop duality, JHEP 2011, Arxiv
- Loops and Trees, JHEP 2011,  Arxiv